# Fabián Belay
Fabián Alberto Belay (Rosario, 3 de noviembre de 1978) es un sacerdote y profesor católico argentino. Fue obispo auxiliar electo de Rosario en 2023, pero no asumió el cargo.

## Biografía
Fabián Alberto nació el 3 de noviembre de 1978, en la ciudad argentina de Rosario.
Completó sus estudios eclesiásticos en el Seminario Arquidiocesano de Rosario.
Obtuvo el título de Profesor de Ciencias Sagradas, en el Instituto Particular Superior San Carlos Borromeo. Tras realizar estudios en la Facultad de Teología de la Universidad Católica Argentina, obtuvo el bachillerato en Teología.

### Sacerdocio
Su ordenación sacerdotal fue el 6 de agosto de 2009, incardinándose en la arquidiócesis de Rosario.
Como sacerdote ha desempeñado los siguientes ministerios:
- Vicario parroquial de la Basílica Catedral de Rosario (2009-2011).[2]
- Miembro de la Comisión arquidiocesana para la celebración del 75° Jubileo de la Arquidiócesis (2009).
- Administrador parroquial de San José Obrero de Capitán Bermúdez (2011-2015).
- Asesor espiritual de la emisora radial FM del Rosario (2013).[2]
- Secretario del Consejo Presbiteral (2013-2015).
- Miembro del Consejo Presbiteral (2015-2023).
- Párroco de María Madre de Dios en Rosario.[1]
- Rector de la Iglesia Buen Pastor.
- Delegado episcopal para la Pastoral de Droga dependencia, desde 2013.[2][3]
- Miembro de la Comisión para la Formación Permanente del Clero, desde 2013.
- Responsable del acompañamiento del clero joven, desde 2013.

También, fue promotor de la Asociación Padre Misericordioso, que trabaja en la rehabilitación de drogadictos y alcohólicos.

### Episcopado
El 31 de mayo de 2023, el papa Francisco lo nombró obispo auxiliar de Rosario, junto a Ernesto Fernández. También lo nombró obispo titular de Aguntum.
Tras su nombramiento, se puso como lema la frase: "Tanto amó Dios al mundo que entregó a su Hijo para salvarlo". La consagración episcopal estaba prevista para el 4 de agosto del mismo año.
El 4 de julio siguiente, el arzobispo de Rosario, Eduardo Martín, anunció que el obispo electo había llegado a la conclusión en conversación con él de que no quería aceptar la ordenación episcopal. Por ello, dirigió la petición de dispensa de su nombramiento episcopal al papa Francisco, la cual fue aceptada.